# Fytotoxine
De naam fytotoxine verwijst naar "chemische stoffen, aangemaakt door planten, die giftig zijn voor andere planten en/of dieren".
Andere, meer gangbare benamingen, zijn plantengif(stof) en plant(en)toxine.
Onderstaande lijst is een alfabetische lijst op naam, uiteraard zijn er ook sorteermogelijkheden op chemische structuur, herkomst, effecten etc. Een completere lijst is te vinden bij: plantaardige vergiften of in de categorie "plantentoxine" (bereikbaar via de link onderaan deze pagina).
| Naam      | Komt voor in        |
| --------- | ------------------- |
| Abrine    | paternosterboontje  |
| Amygdalin | appelzaden          |
| Crotin    |                     |
| morfine   | Slaapbol of papaver |
| narcotine | zie noscapine       |
| noscapine | Slaapbol of papaver |
| Ricine    | Wonderboom          |